# Lenguas peba-yagua
Las lenguas peba-yagua constituyen una pequeña familia de lenguas indígenas habladas en el norte de Perú, sur de Colombia y Brasil, de las que actualmente solo sobrevive el yihamwo con poco más de 4.000 hablantes (294 en la Amazonia colombiana, entre 760 y 4.000 en Loreto (Perú) y algunos más en la Amazonia brasileña).

## Clasificación
Las lenguas peba-yagua son un conjunto de lenguas cuasi-aisladas de las que no se ha podido probar su parentesco con ninguna otra lengua de América fuera de la familia, aunque se han hecho propuestas de parentesco tentativas, sin que haya una evidencia fuerte en favor de ninguna de esas propuestas. El proyecto comparativo ASJP no muestra similitudes obvias de vocabulario otra lengua, la relación más probable sobre la base léxica que sugiere este proyecto son las lenguas mosetenas Aunque por otra parte ningún especialista ha sugerido ningún parentesco entre estos dos grupos de lenguas cuasi-aisladas.

### Lenguas de la familia
Las lenguas conocidas de la familia peba-yagua son:
- Yagua o yihamwo: 3.000-4.000 hablantes en 1997;[5] 5.690 en 2000;[6] 4.000 en 2007.[7]
- Peba (†) [grupos: cauwachi, caumari, pacaya]
- Yameo (†. c. 1960) [grupos: napeano, masamai, nahuapo, amaona, mikeano, parrano, yarrapo, alabono]

### Relación con otras lenguas
Greenberg (1959) colocó a las lenguas peba-yagua dentro de un hipotético grupo llamado macro-caribe. Swadesh (1962) relaciona a las lenguas peba-yagua con las lenguas zaparoanas sugiriendo que ambas formas parte junto las lenguas bora-witoto del grupo macro-caribe, que también incluiría a las lenguas caribes. Doris Payne (1984) aportó cierta evidencia del parentesco entre las lenguas peba-yagua y las lenguas zaparoanas, pero posteriormente abandonó esa propuesta.

## Descripción lingüística

### Fonología
|             | bilabial | alveolar | palatal | velar | glotal |
| ----------- | -------- | -------- | ------- | ----- | ------ |
| oclusiva    | p        | t        |         | k     |        |
| nasal       | m        | n        |         |       |        |
| fricativa   |          |          |         |       | h      |
| africada    |          |          | tʃ      |       |        |
| rótica      |          | R        |         |       |        |
| aproximante | w        |          | j       |       |        |

|          | anteriores | central | posteriores |
| -------- | ---------- | ------- | ----------- |
| cerradas | i          |         | u           |
| medias   | (e)        |         |             |
| abiertas |            | a       |             |

### Comparación léxica
A continuación se muestran algunas comparaciones léxicas entre los numerales de lenguas peba-yagua:
| GLOSA | Yagua                                    | Peba        | Yameo                    | PROTO- PEBA-YAGUA |
| ----- | ---------------------------------------- | ----------- | ------------------------ | ----------------- |
| 1     | tá-ɽa-kɨɨ ta-puu-see tĩĩkii < *ta-ĩ-kɨɨʔ | puitĕ́r teki | tápuʃĕ lã tápuʃĕ pwitəáɹ́ | *ta- *pwiter      |
| 2     | ⁿda-ɽa-hṹj                               | nomoira     | na-rá-ma                 | *ⁿda-ɽa-          |
| 3     | mu-waj                                   | mu-mwa      | (kiŋʃắ)                  | *mu-              |
| 4     | nãj-nũ-hũjũ                              | namerayo    |                          | *nãj-             |
| 5     | táⁿdaa-hjo                               | taone-lla   |                          |                   |
El término entre paréntesis es un préstamo del quechua.

### Enlaces exteriores
- Peba-Yagua lexicon, and reconstructions for the proto-PY

- Datos: Q174015